# Hovops mariensis
Espèce
Synonymes
- Selenops mariensis Strand, 1908

Hovops mariensis est une espèce d'araignées aranéomorphes de la famille des Selenopidae.

## Distribution
Cette espèce est endémique de Madagascar.

## Description
La femelle holotype mesure 7 mm.

## Étymologie
Son nom d'espèce, composé de mari[e] et du suffixe latin -ensis, « qui vit dans, qui habite », lui a été donné en référence au lieu de sa découverte, Sainte-Marie de Marovoay.

## Publication originale
- Strand, 1908 : Arachniden aus Madagaskar, gesammelt von Herrn Walter Kaudern. Zoologische Jahrbücher. Abteilung für Systematik, Geographie und Biologie der Tier, vol. 26, p. 453-488 (texte intégral).